# Religião em Cabo Verde

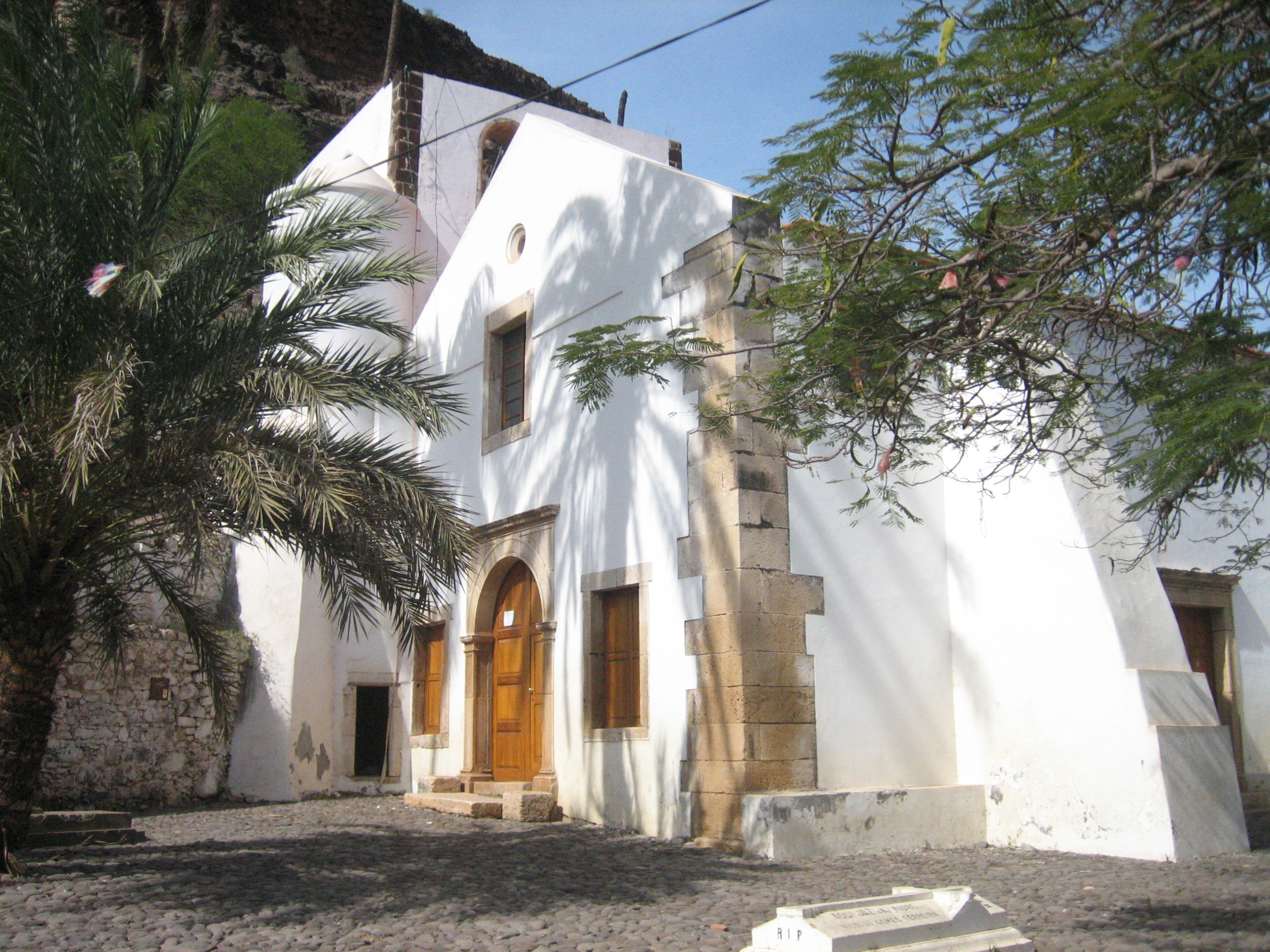
Igreja em Santiago, Cabo Verde

Mais de 70 por cento da população é nominalmente Católica Romana, de acordo com uma pesquisa informal feita pelas igrejas locais. A maior denominação protestante é a Igreja do Nazareno. Outros grupos incluem Adventista do Sétimo Dia da Igreja, A Igreja de Jesus Cristo dos Santos dos Últimos Dias (Mórmons), as Assembleias de Deus a Igreja Universal do Reino de Deus, e vários outros grupos Evangélicos e Pentecostais. Existem pequenas comunidades Bahá'í e um pequena mas crescente comunidade Muçulmana. O número de ateus é estimado em menos de 15 por cento da população.
Não existe nenhuma associação entre as diferenças religiosas e étnicas e as afiliações políticas, no entanto, a hierarquia católica é simpática para o Partido Movimento para a Democracia (MPD), que governou o país de 1991 a 2001. Enquanto que muitos católicos foram uma vez hostis para o Partido Africano para a Independência de Cabo Verde (PAICV), que passou a ser o partido governante, em 2001, alguns se tornaram apoiantes do PAICV, devido a um conflito no seio do partido e MPD e insatisfação ao longo do último mandato.
Existem grupos missionários estrangeiros que operam no país, por exemplo, as Testemunhas de Jeová.
A Constituição prevê a liberdade de religião, e o Governo geralmente respeita este direito na prática. O governo E.U. não recebeu relatos de abusos sociais ou discriminação com base na crença religiosa ou prática.